# ミスターレディ
ミスターレディ
1. オカマ、ニューハーフ
2. 里中満智子による漫画作品

2を詳述する。
『ミスターレディ』は、里中満智子による漫画作品。
『なかよし』（講談社）にて1976年10月号から1977年8月号まで連載された。

## 書誌情報
- ミスターレディ 1、初版発行日 1977年3月5日
- ミスターレディ 2、初版発行日 1977年8月5日